# Вільяррін-де-Кампос
Вільяррін-де-Кампос (ісп. Villarrín de Campos) — муніципалітет в Іспанії, у складі автономної спільноти Кастилія-і-Леон, у провінції Самора. Населення — 528 осіб (2010).
Муніципалітет розташований на відстані близько 220 км на північний захід від Мадрида, 33 км на північ від Самори.

## Демографія
Динаміка населення (INE ):